# Udinese Calcio
Udinese Calcio – włoski klub piłkarski z siedzibą w mieście Udine w północnej części kraju. Obecnie występuje w rozgrywkach Serie A. Swoje mecze rozgrywa na Stadio Friuli liczącym 25 132 miejsc siedzących. Drużyna do tej pory nie odnosiła żadnych większych sukcesów, ich najważniejsze osiągnięcia to wygranie rozgrywek Serie B w 1925, 1956 i 1979 roku oraz zwycięstwo w Pucharze Intertoto w 2000 roku. Wcześniej klub wywalczył kilka krajowych trofeów, jednak żadne z nich nie było organizowane przez Włoski Związek Piłki Nożnej i nie jest uważane za oficjalne osiągnięcie.
W sezonie 1954/1955 zespół wywalczył wicemistrzostwo Włoch, jednak Włoski Związek Piłki Nożnej zdegradował klub do drugiej ligi za rzekomą korupcję. Taka sama kara spotkała wówczas drużynę Catanii. Udinese jednak już po roku powróciło do najwyższej klasy rozgrywek w kraju.
Zespół domowe spotkania rozgrywa w koszulkach w biało-czarne pasy, białych spodenkach oraz białych skarpetach. Kolory te wywodzą się od herbu miasta, który widnieje również w herbie klubu. Udinese posiada kilka przydomków, między innymi "Zebrette" (małe zebry) oraz "Bianconeri" (biało-czarni). Na Udinese często mówi się również "Friulani", bowiem miasto Udine leży w regionie Friuli-Wenecja Julijska. Od sezonu 1995/1996 zespół nieprzerwanie występuje w Serie A.

## Historia

### Początki
Klub Udinese Calcio został założony w 1896 roku jako część istniejącego już od roku stowarzyszenia sportowego o nazwie Società Udinese di Ginnastica e Scherma. W swoim pierwszym sezonie zespół wywalczył Torneo FNGI pokonując w Treviso klub Ferrara Calcio 2:0, jednak ten tytuł nie jest uznawany za oficjalny. 5 lipca 1911 roku grupa sportowców ze stowarzyszenia założyła klub o nazwie AC Udinese i drużyna kierowana przez Luigiego Dal Dana została przyjęta do Włoskiego Związku Piłki Nożnej. Pierwszy oficjalny mecz rozegrała z Juventusem Palmanova i towarzyskie spotkanie zakończyło się zwycięstwem "Friulanich" 6:0.
W sezonie 1912/1913 Udinese po raz pierwszy w swojej historii przystąpiło do oficjalnych rozgrywek organizowanych przez FIGC. Klub wziął udział w Campionato Veneto di Promozione, w którym oprócz niego rywalizowały również Petrarca oraz Padova. Udinese zajęło w końcowej tabeli drugie miejsce i awansowało do najwyższej klasy rozgrywek w kraju – Prima Categoria. W tej lidze klub z Udine nie radził sobie jednak najlepiej i zawsze odpadał już w grupie eliminacyjnej. Po zakończeniu I wojny światowej, 22 kwietnia 1919 roku AC Udinese przyłączyło się do Associazione Sportiva Udinese, którego prezesem był wówczas hrabia Alessandro del Torso.

### Lata 20.
Podczas rozgrywek 1920/1921 Udinese również zostało wyeliminowane w rundzie eliminacyjnej. Był to pierwszy sezon, w którym w ekipie "Friulianich" grał Gino Bellotto. Gracz ten spędził w Udine łącznie siedemnaście sezonów, co do tej pory pozostaje klubowym rekordem. W 1922 roku po raz pierwszy w historii zostały zorganizowane rozgrywki o Puchar Włoch. Do turnieju nie przystąpiły najlepsze drużyny w kraju, a pod ich nieobecność "Zebrette" dotarli do finału. W decydującym spotkaniu rozegranym 16 lipca Udinese przegrało jednak 0:1 z klubem FC Vado. W lidze Udinese zajęło drugą lokatę w Girone Eliminatorio Veneto, co pozwoliło im na awans do wyższej klasy rozgrywek. Stało się tak mimo tego, że według reformy przeprowadzonej przez Włoski Związek Piłki Nożnej została zmniejszona liczba zespołów biorących udział w lidze.
Sezon 1922/1923 był dla klubu zupełnie nieudany. Udinese zajęło ostatnie miejsce w grupie B Prima Divisione i spadło do drugiej ligi, a oprócz tego jego sytuacja finansowa znacznie się pogorszyła. 24 sierpnia 1923 roku AC Udinese zostało oddzielone od AC Udinese Friuli i klub został zmuszony do utworzenia własnego budżetu. Wszystkie długi zespołu zostały spłacone przez prezesa Alessandro Del Torso, który sprzedał część swoich obrazów na aukcji. Udinese w końcowej tabeli drugiej ligi uplasowało się na drugim miejscu. W sezonie 1924/1925 Udinese w grupie D Seconda Divisione zajęło również drugą lokatę, jednak zdobyło tyle samo punktów co Vicenza Calcio oraz Olympia River. Do rozstrzygnięcia potrzebne były play-offy, które zwyciężyli "Friulani". Najpierw Udinese pokonało Olympię 1:0, a później zremisowało z Vicenzą 1:1 i dzięki temu awansowało do Prima Divisione.
Prima Divisione w sezonie 1925/1926 było podzielone na dwie grupy, w których grało po dwanaście zespołów. Udinese trafiło do grupy A, jednak w 22 meczach wywalczyło tylko 13 punktów i zajęło w końcowej tabeli dziesiąte miejsce. Kolejne rozgrywki "Zebrette" rozpoczęli więc w drugiej lidze, a dokładnie w Prima Divisione Cadetta, które zajęło miejsce wcześniejszych rozgrywek o nazwie Seconda Divisione. Piłkarze Udinese rywalizowali w grupie B, jednak uplasowali się w niej na ostatniej pozycji. Włoski Związek Piłki Nożnej przeprowadził jednak kolejną reformę ligowych rozgrywek i dzięki niej Udinese uniknęło spadku do trzeciej ligi. Następnie we Włoszech doszło do kolejnej zmiany, od czasu której rozgrywki pierwszej ligi nosiły nazwę Serie A, natomiast drugiej ligi Serie B. W sezonie 1929/1930 Udinese dzięki zajęciu pierwszego miejsca w swojej grupie w Prima Divisione uzyskało awans do Serie B.

### Lata 30.
Pobyt Udinese w Serie B trwał tylko przez dwa lata, w trakcie których drużyna ponownie znajdowała się w trudnej sytuacji finansowej. W sezonie 1930/1931 "Bianconeri" szczęśliwie uniknęli spadku zajmując w końcowej tabeli piętnaste miejsce i tylko dzięki lepszej sytuacji bramkowej od Lucchese pozostali w gronie drugoligowców. W kolejnych rozgrywkach Udinese uplasowało się na szesnastej pozycji i razem z Lecce i Parmą spadło do trzeciej ligi. W sezonie 1933/1934 Udinese zajęło w swojej grupie w Prima Divisione drugie miejsce. Następnie w lidze zostały utworzone cztery grupy i w każdej rywalizowały cztery kluby. "Friulani" w swojej grupie zdobyli siedem punktów w sześciu meczach, tyle samo co Pisa Calcio. Z każdej grupy do Serie B awansowała tylko jedna drużyna, więc do rozstrzygnięcia potrzebne było spotkanie barażowe. 22 lipca 1934 roku w rozegranym w Rzymie pojedynku Udinese przegrało jednak z Pisą 3:1 i pozostało w trzeciej lidze. Spotkaniu temu towarzyszyło sporo kontrowersji, ponieważ początkowo mecz miał zostać rozegrany w Mediolanie. Sytuacja ta była powodem rezygnacji prezydenta drużyny – Menazziego Morettiego.
W 1935 roku zmieniono nazwę rozgrywek Prima Divisione na Serie C i podzielono je na cztery grupy. "Zebrette" początkowo zajęli w Serie C trzecią pozycję, później uplasowali się natomiast na dziesiątym oraz szóstym miejscu. Kluczowym momentem był sezon 1938/1939, kiedy to zawodnicy Udinese najpierw zwyciężyli w grupie A, po czym zapewnili sobie awans do Serie B dzięki zajęciu drugiego miejsca w jednej z grup finałowych.

### Lata 40.
Przez trzy lata z rzędu włoski zespół plasował się w środkowych rejonach tabeli drugiej ligi, a klubem kierował były gimnastyk – Pietro Piselli. W sezonie 1942/1943 Udinese zajęło jednak dopiero piętnaste miejsce w Serie B i miało spaść do trzeciej ligi. W latach 1944–1945 wszystkie oficjalne rozgrywki piłkarskie we Włoszech zostały zawieszone z powodu II wojny światowej. Po zakończeniu wojny rozgrywki ponownie wystartowały, jednak dzięki zmianom przeprowadzonym przez Włoski Związek Piłki Nożnej Udinese pozostało w drugiej lidze. Jedyna różnica polegała na tym, że Serie B nosząca już nazwę "Serie B Alta Italia" została podzielona na trzy grupy i w każdej rywalizowało po dwanaście drużyn. Następnie w nazwie rozgrywek pozbyto się członu "Alta Italia", a Udinese zakończyło zmagania w swojej grupie na jedenastym miejscu. Później przeprowadzono kolejną reformę rozgrywek i zdecydowano o likwidacji trzech grup w Serie B i utworzenie jednej, tak jak to miało miejsce w Serie A. W tym celu z drugiej ligi musiały spaść łącznie 33 zespoły, po 11 z każdej grupy. Wśród tych klubów znalazło się również Udinese, któremu jedenasta lokata nie zapewniła utrzymania w Serie B. Już w sezonie 1948/1949 "Frulani" powrócili jednak do grona drugoligowców. Wcześniej Guido Cappelletto złożył rezygnację z funkcji prezydenta Udinese. Jego miejsce zajął Giuseppe Bertoli – kierownik firmy Officine di Paderno mającej siedzibę na północy Udine, który spłacił długi klubu sięgające niemal dziewięciu milionów funtów.

### Lata 50.
W sezonie 1949/1950 "Bianconeri" zajęli drugie miejsce w Serie B tracąc jeden punkt do SSC Napoli i po raz pierwszy w historii klubu awansowali do Serie A. W swoim pierwszym meczu w najwyższej klasie rozgrywek w kraju przegrali z Milanem 6:2. W końcowej tabeli Udinese zajęło dziewiątą lokatę gromadząc 38 punktów w 35 pojedynkach. Najlepszym strzelcem zespołu był Duńczyk Erling Sørensen – autor 10 trafień. Później prezydent drużyny – Giuseppe Bertoli mianował na swojego następcę własnego syna – Dino Bruseschiego, a sam został honorowym prezesem klubu. W kolejnych latach Udinese w lidze zajęło kolejno dwunaste, dziesiąte i szesnaste miejsce. Podczas rozgrywek 1954/1955 drużyna wywalczyła wicemistrzostwo Włoch, a Lorenzo Bettini z 20 bramkami na koncie zajął drugą lokatę w klasyfikacji najlepszych strzelców. Tytuł wicemistrzowski został jednak Udinese odebrany, natomiast klub zdegradowany z powodu korupcji jakiej miał się dopuścić 31 maja 1953 roku. Udinese przystąpiło więc do rozgrywek Serie B i w sezonie 1955/1956 zajęło w nich pierwsze miejsce. Po powrocie do Serie A zespół uplasował się na czwartej pozycji za Milanem, Fiorentiną i S.S. Lazio. Giuseppe Secchi wspólnie z Luisem Vinicio z Napoli zajął drugie miejsce w klasyfikacji najlepszych strzelców. W kolejnym roku Udinese skończyło ligowe rozgrywki na dziewiątej pozycji, a przez kolejne trzy sezony z rzędu zajmowało w Serie A piętnaste miejsce.

### Lata 60. i 70.
Podczas rozgrywek Serie A 1961/1962 "Friulani" zajęli w tabeli ostatnią pozycję i spadli do drugiej ligi. W niej także radzili sobie nie najlepiej i już w sezonie 1963/1964 zajmując dziewiętnaste miejsce w tabeli spadli do Serie C. Udinese było blisko powrotu do Serie B podczas rozgrywek 1965/1966, jednak w swojej grupie zajęło drugą lokatę za Savoną. Z roku na rok klub zajmował w ligowej tabeli coraz niższe pozycję, jednak nigdy nie uplasował się na gorszym miejscu niż dziesiąte. Następnie przez cztery lata z rzędu Udinese zajmowało lokatę w pierwszej trójce swojej grupy, po czym zakończyło ligowe rozgrywki na siódmej pozycji. W sezonie 1976/1977 Udinese uplasowało się na drugim miejscu tracąc cztery punkty do Cremonese. Przełomowy dla ekipy "Zebrette" był sezon 1977/1978. Zespół wreszcie zwyciężył w grupie A Serie C i powrócił do drugiej ligi. Oprócz tego wywalczył Puchar Serie C pokonując w meczu finałowym Regginę, a także zdobył Puchar Anglo-Włoski wygrywając z Bath City. Już w pierwszym roku po awansie do Serie B Udinese zajęło w lidze pierwsze miejsce i po ponad dwóch dekadach powróciło do pierwszej ligi.

### Lata 80.
Sezon 1979/1980 Udinese zakończyło na piętnastym miejscu w końcowej tabeli Serie A. Zostało także zwycięzcą Pucharu Mitropa pokonując w grupie trzy drużyny – NK Čelik Zenica, Rudá Hvězda Cheb oraz Debreczyn VSC. W kolejnych latach włoski klub nie miał problemów z utrzymaniem się w pierwszej lidze i plasował się w środkowych rejonach tabeli. W tym czasie o sile Udinese stanowił między innymi Brazylijczyk Zico, który w sezonie 1983/1984 strzelił 19 goli w 24 pojedynkach Serie A i pomógł Udinese w zajęciu dziewiątego miejsca w Serie A. Pod koniec rozgrywek 1985/1986 zespół został posądzony o korupcję i władze ligi 28 lipca podjęły decyzję o degradacji Udinese do Serie B. Działacze klubu odwołali się od tego wyroku i karę zmieniono. Udinese pozostało w pierwszej lidze, jednak rozgrywki 1986/1987 rozpoczęło z dziewięcioma punktami na minusie. "Friulani" zajęli w końcowej tabeli ostatnią lokatę i spadli do Serie B. Dziewięć punktów odebranych im na początku sezonu pozwoliłoby im na utrzymanie się w pierwszej lidze. Następnie prezes Giampaolo Pozzo mianował nowym trenerem Massimo Giacomini, jednak ten został zwolniony już 11 października. Rolę szkoleniowca przejął tymczasowo Marino Lombardo i prowadził Udinese do czasu zatrudnienia Bory Milutinovica. Serb w klubie pracował jednak też bardzo krótko i został zastąpiony przez Nedo Sonettiego. Nowy szkoleniowiec miał wprowadzić Udinese do Serie A, jednak ostatecznie zajął w drugiej lidze dziesiąte miejsce. Następnie drużyna została bardzo przebudowana, na Stadio Friuli przybyli między innymi tacy zawodnicy jak Giuseppe Minaudo, Angelo Orlando, Settimio Lucci, Antonio Paganin, Claudio Garella oraz Marco Branca. W sezonie 1988/1989 "Friulani" zajęli ostatecznie trzecią lokatę w tabeli i udało im się powrócić do Serie A.

### Lata 90.

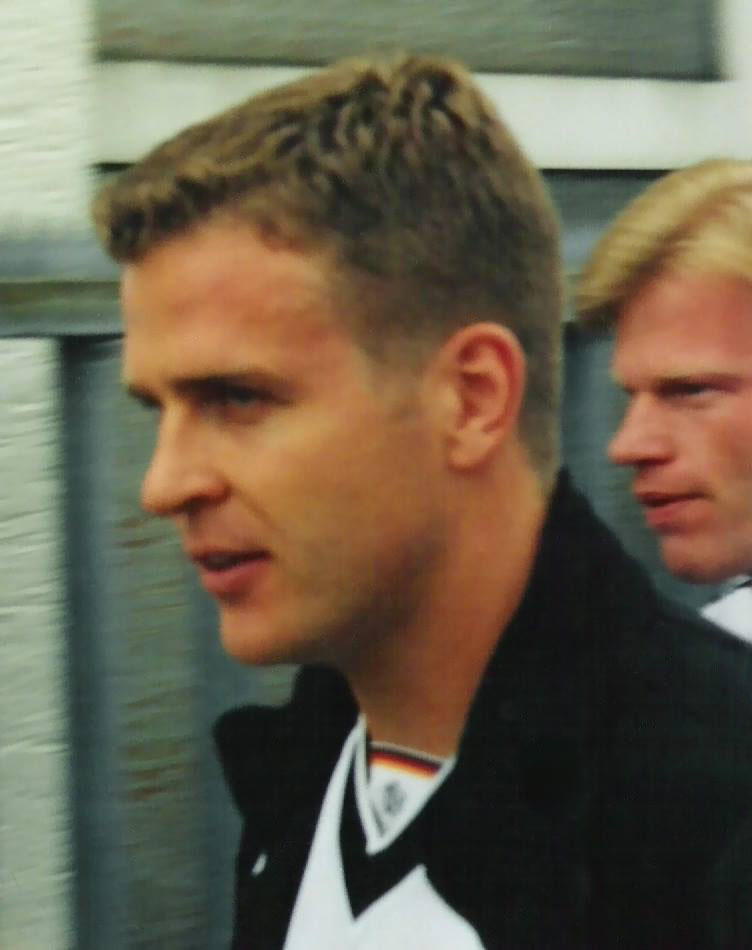
Oliver Bierhoff – jeden z najlepszych strzelców w historii Udinese

Do Udinese zostali kupieni między innymi dwaj Argentyńczycy – Abel Balbo i Roberto Néstor Sensini oraz Hiszpan Ricardo Gallego grający wcześniej w Realu Madryt. Spodziewane się sukcesy nie zostały jednak osiągnięte, a prezes Pozzo zwolnił ze stanowiska trenera Sonettiego i nowym szkoleniowcem zespołu został Rino Marchesi. W sezonie 1990/1991 klubowi zostały odjęte cztery punkty za rozmowę z prezydentem S.S. Lazio – Gianmarco Callerim w przededniu meczu pomiędzy tymi dwoma zespołami (Udinese zostało posądzone o próbę przekupienia Calleriego). Początki lat 90. to dla Udinese ciągłe spadki do drugiej ligi i powroty do Serie A oraz częste zmiany trenerów. Działo się tak do sezonu 1995/1996, kiedy to drużyna wywalczyła sobie pewne miejsce w gronie pierwszoligowców już na dłuższy odcinek czasu. Rozgrywki 1996/1997 Udinese prowadzone już przez Alberto Zaccheroniego zakończyło na piątym miejscu i zapewniło sobie prawo gry w Pucharze UEFA, w kolejnym sezonie w końcowej tabeli Serie A "Zebrette" dali się natomiast wyprzedzić tylko Juventusowi i Interowi. Trzecia lokata była w dużym stopniu zasługą Niemca Olivera Bierhoffa, który zdobywając 27 goli został najlepszym strzelcem ligi. Następnie trenerami klubu byli kolejno Francesco Guidolin i Luigi De Canio, jednak żaden nie zagościł na Stadio Friuli na dłużej.

## Lata 2000-10
W marcu 2001 roku nowym szkoleniowcem Udinese został wybrany Luciano Spalletti, któremu udało się zapewnić klubowi utrzymanie w Serie A w przedostatniej kolejce sezonu. W tym samym sezonie zespół wygrał również Puchar Intertoto. Następnie trenerami Udinese byli kolejno Roy Hodgson i Giampiero Ventura, jednak jeszcze w 2002 roku na stanowisko szkoleniowca powrócił Spalletti. Pod jego wodzą drużyna zajęła w lidze szóste miejsce dające możliwość gry w Pucharze UEFA. Z niego Udinese zostało jednak wyeliminowane już w drugiej rundzie, kiedy to w dwumeczu okazało się gorsze od Austrii Salzburg. Latem 2004 roku do klubu został kupiony Antonio Di Natale, który z czasem stał się kapitanem Udinese i jednym z jego najlepszych strzelców w historii. W sezonie 2004/2005 zespół niespodziewanie zajął w Serie A czwarte miejsce i po raz pierwszy zapewnił sobie prawo startu w Lidze Mistrzów. Po zakończeniu tego sezonu Luciano Spalletti odszedł z klubu i rozpoczął pracę trenerską w Romie. W rundzie eliminacyjnej Champions League "Bianconeri" wyeliminowali Sporting CP, jednak następnie zajęli trzecie miejsce w swojej grupie. Dzięki temu klub rozpoczął rywalizację w Pucharze UEFA. W 1/16 finału Udinese pokonało w dwumeczu RC Lens, jednak w kolejnej rundzie zostało wyeliminowane przez Lewski Sofia. W lidze "Zebrette" uplasowali się dopiero na dziesiątej pozycji, a to samo miejsce zajęli także w kolejnym sezonie.
Punktem zwrotnym było lato 2007 roku. Wówczas włodarze Udinese wybrali na nowego trenera Pasquale Marino oraz zakupili do drużyny takich graczy jak Fabio Quagliarella i Gökhan İnler. W pierwszym spotkaniu sezonu 2007/2008 Udinese niespodziewanie zremisowało na wyjeździe z obrońcą mistrzowskiego tytułu – Interem. Już w drugiej kolejce "Friulani" przegrali jednak na własnym boisku 0:5 z SSC Napoli, by w trzeciej kolejce zwyciężyć na Stadio Olimpico di Torino 1:0 z Juventusem. W dalszej części sezonu Udinese radziło sobie nadspodziewanie dobrze, trener Marino zmienił styl gry z 3-4-3 na 4-3-3 i przed końcem rozgrywek drużyna zajmowała w tabeli czwarte miejsce dające możliwość gry w eliminacjach Champions League. W ostatnich kolejkach zespół nie wytrzymał jednak tego tempa i ostatecznie uplasował się na siódmej pozycji w Serie A.

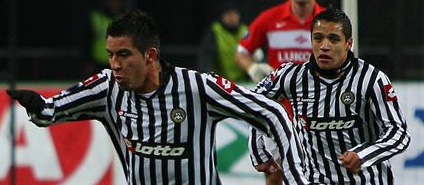
Mauricio Isla (po lewej) i Alexis Sánchez w trakcie spotkania Pucharu UEFA

Na początku rozgrywek 2008/2009 na konferencji prasowej zaprezentowano nowe stroje Udinese oraz nową stronę internetową klubu. Bezwzględną nowością we włoskim futbolu został jednak dostępny na całym świecie kanał telewizyjny "Udinese Channel" w pełni poświęcony "Friulanim". Początek sezonu był dla Udinese całkiem udany i klub od razu włączył się do rywalizacji o miejsce gwarantujące udział w europejskich pucharach. Następnie drużyna znalazła się jednak w kryzysie i od dziesiątej do dwudziestej kolejki nie wygrała żadnego spotkania. Klub zwyciężył dopiero 28 stycznia z Juventusem i od tego momentu radził już sobie o wiele lepiej. W Pucharze UEFA Udinese najpierw wyeliminowało po rzutach karnych Borussię Dortmund, a następnie zajęło pierwszą lokatę w swojej grupie. W 1/16 finału "Friulani" trafili na Lech Poznań, z którym wygrali w dwumeczu 4:3. W kolejnej rundzie wyeliminowali Zenit Petersburg wygrywając 2:0 i przegrywając 0:1. Zespół Udinese z Pucharu UEFA został wyeliminowany w ćwierćfinale przez Werder Brema, z którym na wyjeździe przegrał 1:3, a u siebie zremisował 3:3. W rozgrywkach Serie A Udinese zajęło siódme miejsce i nie zakwalifikowało się do europejskich pucharów. W ostatnim meczu sezonu pokonało 6:2 Cagliari Calcio. 1 czerwca 2009 roku najlepszy strzelec drużyny w sezonie 2008/2009 – Fabio Quagliarella odszedł do SSC Napoli.
22 grudnia 2009 roku zwolniono Pasquale Marino ze stanowiska trenera i nowym szkoleniowcem klubu został Gianni De Biasi. Udinese wciąż znajdowało się jednak w dolnej części tabeli i 21 lutego 2010 roku Marino powrócił na stanowisko trenera zespołu. Udinese w końcowej tabeli sezonu 2009/2010 zajęło 15. pozycję. Antonio Di Natale strzelając 29 goli w 35 występach został królem strzelców rozgrywek. Po sezonie nowym trenerem Udinese został Francesco Guidolin pracujący poprzednio w Parmie, do której trafił Pasquale Marino.

## Sukcesy
- Serie B (3 razy): 1925, 1956, 1979
- Puchar Intertoto: 2000
- Puchar Mitropa 1980
- Puchar Anglo-Włoski: 1978
- Młodzieżowy Puchar Włoch: 1993

## Europejskie puchary
Legenda do wszystkich tabel:
- Q – runda eliminacyjna, 1/16, 1/8, 1/4, 1/2 – odpowiednia faza rozgrywek, Grupa – runda grupowa, 1r gr – pierwsza runda grupowa, 2r gr – druga runda grupowa, F – finał, R – runda, PO – play-off
- k. – rzuty karne, los. – losowanie, Dogr. – dogrywka, w. – zasada bramek strzelonych na wyjeździe

| Sezon     | Rozgrywki        | Runda   | Przeciwnik          | Dom | Wyjazd | Ogólnie     |
| --------- | ---------------- | ------- | ------------------- | --- | ------ | ----------- |
| 1997/98   | Puchar UEFA      | 1R      | Widzew Łódź         | 3–0 | 0–1    | 3–1         |
| 1997/98   | Puchar UEFA      | 2R      | AFC Ajax            | 2–1 | 0–1    | 2–2, w.     |
| 1998/99   | Puchar UEFA      | 1R      | Bayer 04 Leverkusen | 1–1 | 0–1    | 1–2         |
| 1999/2000 | Puchar UEFA      | 1R      | Aalborg BK          | 1–0 | 2–1    | 3–1         |
| 1999/2000 | Puchar UEFA      | 2R      | Legia Warszawa      | 1–0 | 1–1    | 2–1         |
| 1999/2000 | Puchar UEFA      | 3R      | Bayer 04 Leverkusen | 0–1 | 2–1    | 2–2, w.     |
| 1999/2000 | Puchar UEFA      | 1/8     | Slavia Praga        | 2–1 | 0–1    | 2–2, w.     |
| 2000      | Puchar Intertoto | 3R      | Aalborg BK          | 1–2 | 2–0    | 3–2         |
| 2000      | Puchar Intertoto | 1/2     | Austria Wiedeń      | 2–0 | 1–0    | 3–0         |
| 2000      | Puchar Intertoto | F       | Sigma Ołomuniec     | 4–2 | 2–2    | 6–4, Dogr.  |
| 2000/01   | Puchar UEFA      | 1R      | Polonia Warszawa    | 2–0 | 1–0    | 3–0         |
| 2000/01   | Puchar UEFA      | 2R      | PAOK FC             | 1–0 | 0–3    | 1–3         |
| 2003/04   | Puchar UEFA      | 1R      | Austria Salzburg    | 1–2 | 1–0    | 2–2, w.     |
| 2004/05   | Puchar UEFA      | 1R      | Panionios GSS       | 1–3 | 0–0    | 1–3         |
| 2005/06   | Liga Mistrzów    | 3Q      | Sporting CP         | 3–2 | 1–0    | 4–2         |
| 2005/06   | Liga Mistrzów    | Grupa C | Panathinaikos AO    | 3–0 | 2–1    | 3. miejsce  |
| 2005/06   | Liga Mistrzów    | Grupa C | FC Barcelona        | 0–2 | 1–4    | 3. miejsce  |
| 2005/06   | Liga Mistrzów    | Grupa C | Werder Brema        | 1–1 | 3–4    | 3. miejsce  |
| 2005/06   | Puchar UEFA      | 3R      | RC Lens             | 3–0 | 0–1    | 3–1         |
| 2005/06   | Puchar UEFA      | 1/8     | Lewski Sofia        | 0–0 | 1–2    | 1–2         |
| 2008/09   | Puchar UEFA      | 1R      | Borussia Dortmund   | 0–2 | 2–0    | 2–2, k: 4–3 |
| 2008/09   | Puchar UEFA      | Grupa D | Tottenham Hotspur   | 2–0 |        | 1. miejsce  |
| 2008/09   | Puchar UEFA      | Grupa D | Spartak Moskwa      |     | 2–1    | 1. miejsce  |
| 2008/09   | Puchar UEFA      | Grupa D | Dinamo Zagrzeb      | 2–1 |        | 1. miejsce  |
| 2008/09   | Puchar UEFA      | Grupa D | NEC Nijmegen        |     | 0–2    | 1. miejsce  |
| 2008/09   | Puchar UEFA      | 1/16    | Lech Poznań         | 2–1 | 2–2    | 4–3         |
| 2008/09   | Puchar UEFA      | 1/8     | Zenit Petersburg    | 2–0 | 0–1    | 2–1         |
| 2008/09   | Puchar UEFA      | 1/4     | Werder Brema        | 3–3 | 1–3    | 4–6         |
| 2011/12   | Liga Mistrzów    | PO      | Arsenal             | 1–2 | 0–1    | 1–3         |
| 2011/12   | Liga Europy      | Grupa B | Stade Rennais       | 2–1 | 0–0    | 2. miejsce  |
| 2011/12   | Liga Europy      | Grupa B | Celtic F.C.         | 1–1 | 1–1    | 2. miejsce  |
| 2011/12   | Liga Europy      | Grupa B | Atlético Madryt     | 2–0 | 0–4    | 2. miejsce  |
| 2011/12   | Liga Europy      | 1/16    | PAOK FC             | 0–0 | 3–0    | 3–0         |
| 2011/12   | Liga Europy      | 1/8     | AZ Alkmaar          | 2–1 | 0–2    | 2–3         |
| 2012/13   | Liga Mistrzów    | PO      | SC Braga            | 1–1 | 1–1    | 2–2, k: 4–5 |
| 2012/13   | Liga Europy      | Grupa A | Liverpool           | 0–1 | 3–2    | 4. miejsce  |
| 2012/13   | Liga Europy      | Grupa A | Anży Machaczkała    | 1–1 | 0–2    | 4. miejsce  |
| 2012/13   | Liga Europy      | Grupa A | BSC Young Boys      | 2–3 | 1–3    | 4. miejsce  |
| 2013/14   | Liga Europy      | 3Q      | NK Široki Brijeg    | 4–0 | 3–1    | 7–1         |
| 2013/14   | Liga Europy      | PO      | Slovan Liberec      | 1–3 | 1–1    | 2–4         |

## Trenerzy
| Trener             | Kraj   | Lata      |
| ------------------ | ------ | --------- |
| Massimo Giacomini  | Włochy | 1987      |
| Marino Lombardo    | Włochy | 1987      |
| Bora Milutinović   | Serbia | 1987      |
| Nedo Sonetti       | Włochy | 1987–1989 |
| Rino Marchesi      | Włochy | 1989–1990 |
| Adriano Buffoni    | Włochy | 1990–1991 |
| Franco Scoglio     | Włochy | 1991–1992 |
| Alberto Bigon      | Włochy | 1992–1993 |
| Giovanni Galeone   | Włochy | 1994–1995 |
| Alberto Zaccheroni | Włochy | 1995–1998 |
| Francesco Guidolin | Włochy | 1998–1999 |
| Luigi De Canio     | Włochy | 1999–2000 |
| Luciano Spalletti  | Włochy | 2000–2001 |
| Roy Hodgson        | Anglia | 2001      |
| Giampiero Ventura  | Włochy | 2001–2002 |
| Luciano Spalletti  | Włochy | 2002–2005 |

| Trener              | Kraj      | Lata      |
| ------------------- | --------- | --------- |
| Serse Cosmi         | Włochy    | 2005–2006 |
| Loris Dominissini   | Włochy    | 2006      |
| Giovanni Galeone    | Włochy    | 2006–2007 |
| Alberto Malesani    | Włochy    | 2007      |
| Pasquale Marino     | Włochy    | 2007–2009 |
| Gianni De Biasi     | Włochy    | 2009–2010 |
| Pasquale Marino     | Włochy    | 2010      |
| Francesco Guidolin  | Włochy    | 2010–2014 |
| Andrea Stramaccioni | Włochy    | 2014–2015 |
| Stefano Colantuono  | Włochy    | 2015–2016 |
| Luigi De Canio      | Włochy    | 2016      |
| Giuseppe Iachini    | Włochy    | 2016      |
| Luigi Delneri       | Włochy    | 2016–2017 |
| Massimo Oddo        | Włochy    | 2017–2018 |
| Igor Tudor          | Chorwacja | 2018-2018 |
| Julio Velázquez     |           | 2018-2018 |
| Davide Nicola       |           | 2018-2019 |
| Igor Tudor          |           | 2019-2019 |

## Stadion

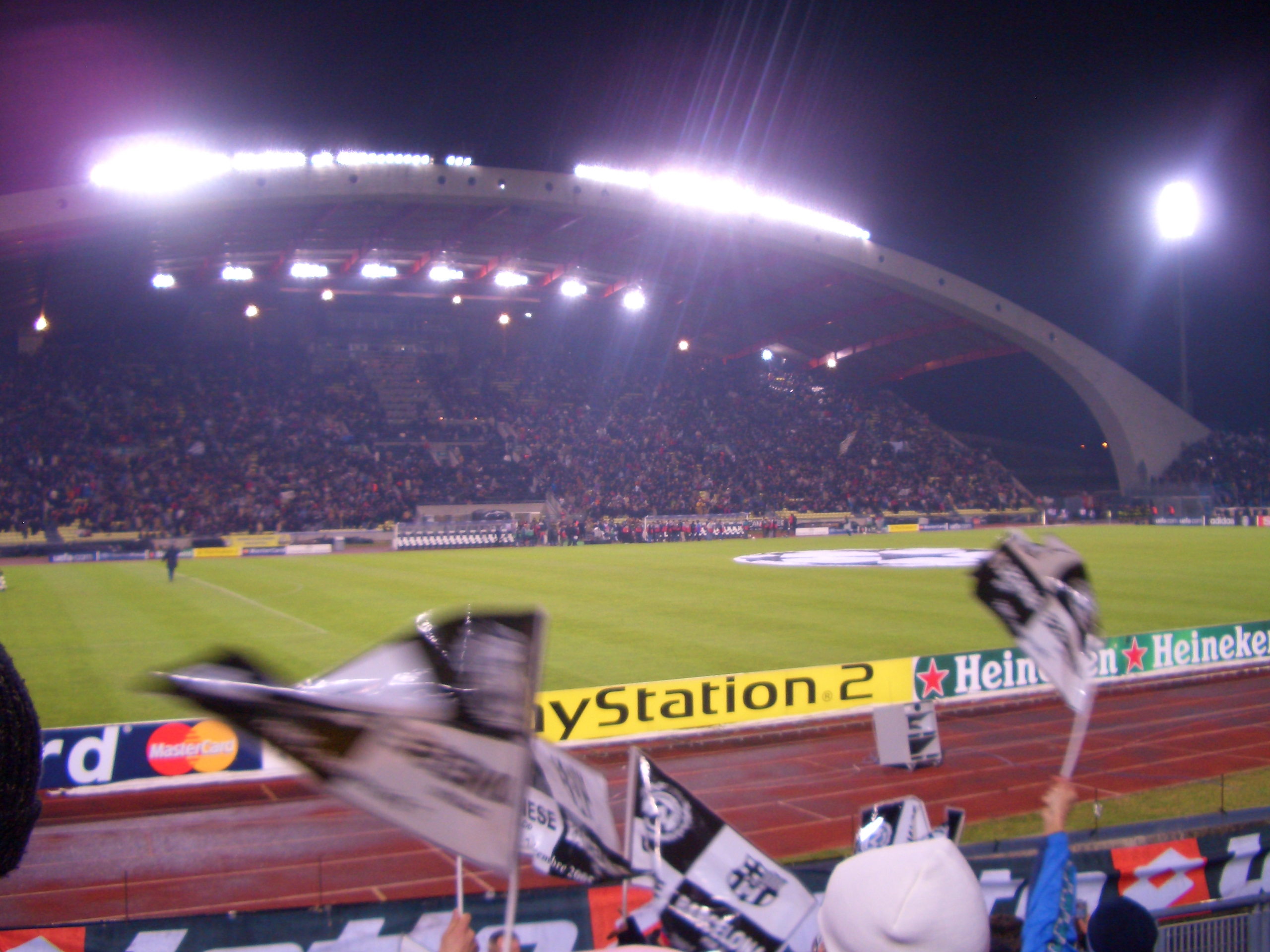
Stadio Friuli podczas meczu Ligi Mistrzów

Obecnie Udinese Calcio rozgrywa domowe mecze na Stadio Friuli. Obiekt był budowany od 1971 roku i oddany do użytku w 1976 roku. Inauguracja miała miejsce 26 września podczas pojedynku Udinese i Seregno. Stadion mieści się w Rizzi, cztery kilometry od centrum Udine, jest położony blisko obwodnicy i autostrady A23. Może pomieścić 41 652 widzów, a wymiary boiska piłkarskiego to 105 × 68 metrów. Na stadionie uprawa się również inne sporty – szermierkę, gimnastykę, sztuki walki oraz lekkoatletykę, natomiast pod trybunami znajduje się również siłownia. Stadio Friuli było jedną z aren Mistrzostw Świata 1990. W 2005 roku UEFA wyraziła zgodę na rozgrywanie na tym obiekcie meczów Ligi Mistrzów. 10 września 2008 roku na stadionie rozegrano mecz eliminacji do Mistrzostw Świata 2010 pomiędzy reprezentacją Włoch oraz Gruzją. Na stadionie organizowane są również koncerty – regularnie występują tu Luciano Ligabue i Vasco Rossi, a latem 2007 roku na Stadio Friuli zagrał zespół Red Hot Chili Peppers. W lipcu 2009 roku stadion będzie natomiast miejscem koncertu Madonny odbywającej swoją ósmą trasę koncertową. Wcześniej Udinese rozgrywało swoje mecze na Stadio Moretti.

## Kibice
Najważniejsze grupy kibicowskie w klubie to "Hooligans Teddy Boys", "Friulani Al Seguito" i "Nord Kaos". Fani zespołu wyznają poglądy prawicowe. Swojego czasu protestowali przeciwko sprowadzeniu na Stadio Friuli izraelskiego piłkarza.
Zgody
- Vicenza – zgoda między kibicami obu drużyn trwa już od wielu lat[20].
- Siena – przyjaźń ta rozpoczęła się w 2005 roku, zgodę z Udinese mają jednak tylko dwa fankluby Sieny[21].

Konflikty
- Triestina – rywalizacja ta jest spowodowana bliskością miast Udine i Triest[20].
- UC Sampdoria – konflikt między tymi klubami rozpoczął się na początku lat 80., kiedy to Sampdoria włączyła się do rywalizacji o miejsca gwarantujące udział w europejskich pucharach[20].
- ACF Fiorentina – rywalizacja trwa od lat 80[20].
- Bologna FC – przyjaźń między tymi drużynami przerodziła się w konflikt, kiedy to Bologna zapewniła sobie zwycięstwo nad Udinese dzięki golowi strzelonemu ręką[20].
- SSC Napoli – rywalizacja między tymi klubami trwała już od wielu lat, a pogłębiła się wraz z powrotem Napoli do Serie A w 2007 roku[20].
- Juventus F.C. – kibice "Friulanich" wspólnie z wieloma innymi włoskimi drużynami darzą Juventus nienawiścią[20].
- Venezia – konflikt ten jest spowodowany bliskością miast Udine i Wenecja[20].
- Hellas – rywalizacja między tymi zespołami sięga lat 80[20].

## Rekordy
- Najwyższe zwycięstwo
  - Udinese – M.A.T.E.R. Rzym 9:0 (1942/1943)[22]
- Najwyższa porażka
  - Udinese – Bari 0:7 (1930/1931)[22]
  - Atalanta – Udinese 7:0 (1931/1932)[22]
  - Milan – Udinese 7:0 (1958/1959)[22]
  - Fiorentina – Udinese 7:0 (1958/1959)[22]
- Najwięcej punktów w sezonie
  - 66 (2010/2011)
- Najwięcej goli w sezonie
  - Antonio Di Natale: 29 (2009/2010)

| Najwięcej występów w lidze |                        |         |
| #                          | Imię i nazwisko        | Występy |
| 1.                         | Antonio Di Natale      | 379     |
| 2.                         | Valerio Bertotto       | 334     |
| 3.                         | Pietro Zampa           | 328     |
| 4.                         | Luigi Zorzi            | 280     |
| 5.                         | Severino Feruglio      | 263     |
| 6.                         | Alessandro Calori      | 257     |
| 7.                         | Roberto Néstor Sensini | 246     |
| 8.                         | Dino Galparoli         | 243     |
| 9.                         | Paolo Poggi            | 233     |
| 10.                        | Renato Valenti         | 231     |
| Najwięcej goli w lidze     |                        |         |
| #                          | Imię i nazwisko        | Gole    |
| 1.                         | Antonio Di Natale      | 191     |
| 2.                         | Lorenzo Bettini        | 67      |
| 3.                         | Abel Balbo             | 65      |
| 4.                         | Vincenzo Iaquinta      | 58      |
| 5.                         | Oliver Bierhoff        | 57      |
| 6.                         | Paolo Poggi            | 50      |
| 7.                         | Márcio Amoroso         | 39      |
| 8.                         | Roberto Muzzi          | 39      |
| 9.                         | Marco Branca           | 37      |
| 10.                        | Roberto Sosa           | 33      |

## Uczestnicy mistrzostw świata w klubie

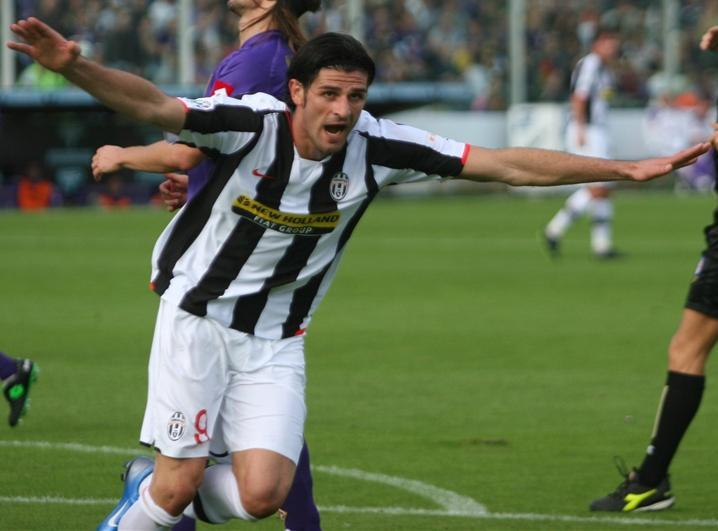
Vincenzo Iaquinta strzelił dla Udinese 58 goli w 176 ligowych spotkaniach

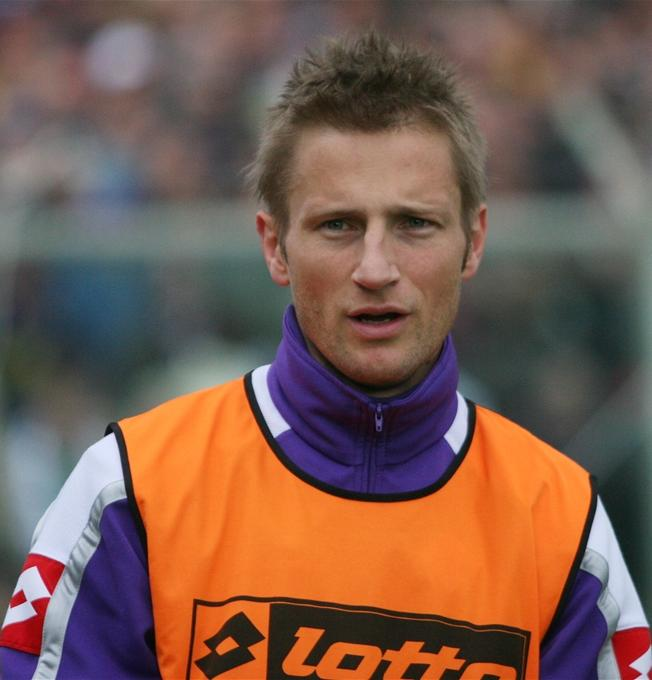
Martin Jørgensen przez siedem lat gry dla Udinese wystąpił w 201 meczach Serie A

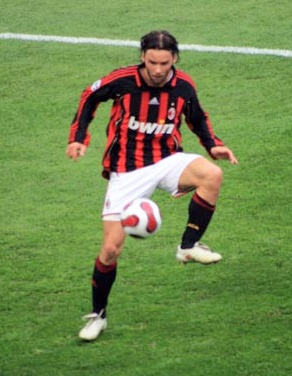
Marek Jankulovski po trzech sezonach spędzonych w Udinese odszedł do Milanu

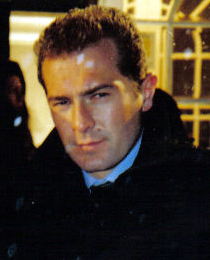
Marek Koźmiński zanotował dla Udinese prawie 100 ligowych występów

| Włochy - Tarcisio Burgnich - Andrea Carnevale - Franco Causio - Fulvio Collovati - Luigi de Agostini - Marco Delvecchio - Giuseppe Dossena - Alfredo Foni - Francesco Graziani - Paolo Pulici - Franco Selvaggi - Dino Zoff - Antonio Di Natale - Valerio Bertotto - Lorenzo Bettini - Fabio Quagliarella - Giuseppe Virgili - Luigi Del Neri - Fabio Cudicini - Vincenzo Iaquinta Argentyna - Abel Balbo - Daniel Bertoni - Héctor Pineda - Roberto Néstor Sensini - Roberto Sosa Ghana - Stephen Appiah - Sulley Muntari - Asamoah Gyan Paragwaj - José Montiel - Delio Toledo Brazylia - Edinho - Zico - Marcio Amoroso |  | Dania - Thomas Helveg - Martin Jørgensen Niemcy - Oliver Bierhoff - Carsten Jancker Belgia - Johan Walem Czechy - Marek Jankulovski Francja - Vincent Candela Hiszpania - Ricardo Gallego Jugosławia - Ivica Šurjak Kostaryka - Winston Parks Peru - Gerónimo Barbadillo Chile - David Pizarro - Alexis Sánchez Polska - Marek Koźmiński Rosja - Igor Szalimow Południowa Afryka - Siyabonga Nomvethe Szwecja - Arne Selmosson |

## Obecny skład
Stan na 4 sierpnia 2025
| Nr | Poz. | Piłkarz                   |
| -- | ---- | ------------------------- |
| 1  | BR   | Alessandro Nunziante      |
| 4  | PO   | Sandi Lovrić              |
| 5  | PO   | Martín Payero             |
| 6  | PO   | Oier Zarraga              |
| 7  | NA   | Alexis Sánchez            |
| 8  | PO   | Jesper Karlström          |
| 9  | NA   | Keinan Davis              |
| 10 | PO   | Florian Thauvin (kapitan) |
| 11 | OB   | Hassane Kamara            |
| 13 | OB   | Nicolò Bertola            |
| 14 | PO   | Arthur Atta               |
| 15 | NA   | Vakoun Bayo               |
| 16 | OB   | Matteo Palma              |
| 17 | NA   | Iker Bravo                |
| 18 | OB   | Lautaro Giannetti         |
| 19 | OB   | Kingsley Ehizibue         |
| 20 | PO   | Simone Pafundi            |
| 21 | PO   | Marco Ballarini           |

| Nr | Poz. | Piłkarz            |
| -- | ---- | ------------------ |
| 22 | NA   | Brenner            |
| 23 | OB   | Thomas Kristensen  |
| 24 | PO   | Jakub Piotrowski   |
| 27 | OB   | Christian Kabasele |
| 28 | OB   | Oumar Solet        |
| 29 | PO   | Abdoulaye Camara   |
| 32 | PO   | Jurgen Ekkelenkamp |
| 33 | OB   | Jordan Zemura      |
| 40 | BR   | Maduka Okoye       |
| 55 | OB   | Cristiano De Paoli |
| 77 | OB   | Rui Modesto        |
| 79 | PO   | David Pejičić      |
| 90 | BR   | Răzvan Sava        |
| 93 | BR   | Daniele Padelli    |
| 99 | NA   | Damián Pizarro     |
| ?  | NA   | Sekou Diawara      |

### Piłkarze na wypożyczeniu
| Nr | Poz. | Piłkarz                                               |
| -- | ---- | ----------------------------------------------------- |
|    | BR   | Edoardo Piana (w SS Monopoli 1966 do 30 czerwca 2026) |
|    | OB   | Enzo Ebosse (w Hellas Verona do 30 czerwca 2026)      |
|    | OB   | James Abankwah (w Watford F.C. do 30 czerwca 2026)    |
|    | OB   | Leonardo Buta (w SD Eibar do 30 czerwca 2026)         |

| Nr | Poz. | Piłkarz                                               |
| -- | ---- | ----------------------------------------------------- |
|    | OB   | Gonçalo Esteves (w FC Alverca do 30 czerwca 2026)     |
|    | NA   | Luca Kjerrumgaard (w Watford F.C. do 30 czerwca 2026) |
|    | NA   | Lorenzo Lucca (w SSC Napoli do 30 czerwca 2026)       |